# Ranebo naturskog
Ranebo naturskog är ett naturreservat i Jörlanda socken i Stenungsunds kommun i Bohuslän.
Området är skyddat sedan 2001 och omfattar 245 hektar. Det är beläget öster om Jörlanda, strax norr om Ranebo lunds naturreservat och består av ett barr- och ädellövskogsområde. Det är beläget inom Svartedalen, ett stort skogsområde mellan Kungälv och Stenungsund. 
Ranebo naturskog ligger i sydöstra delen av Stenungsunds kommun. Runt Ranebo och Stora Holmevatten växer äldre barrskog, ädellövskog på rik mark och en rad skyddsvärda hotade arter. 
Skogarna är rika på gammal och torr ved med många lågor, torrakor och orörda småmiljöer. En rad rödlistade och mindre vanliga svampar som kräver död ved som substrat t.ex. gransotdyna, gräddporing, jättemusseron, mussellav, spinnfingersvamp och veckticka. I området trivs tjäder, orre, järpe, sparvuggla, spillkråka och mindre hackspett. Reservatet gränsar till sjön Kråkevatten.
Området ingår i EU:s ekologiska nätverk av skyddade områden, Natura 2000 och förvaltas av Västkuststiftelsen.

## Bilder

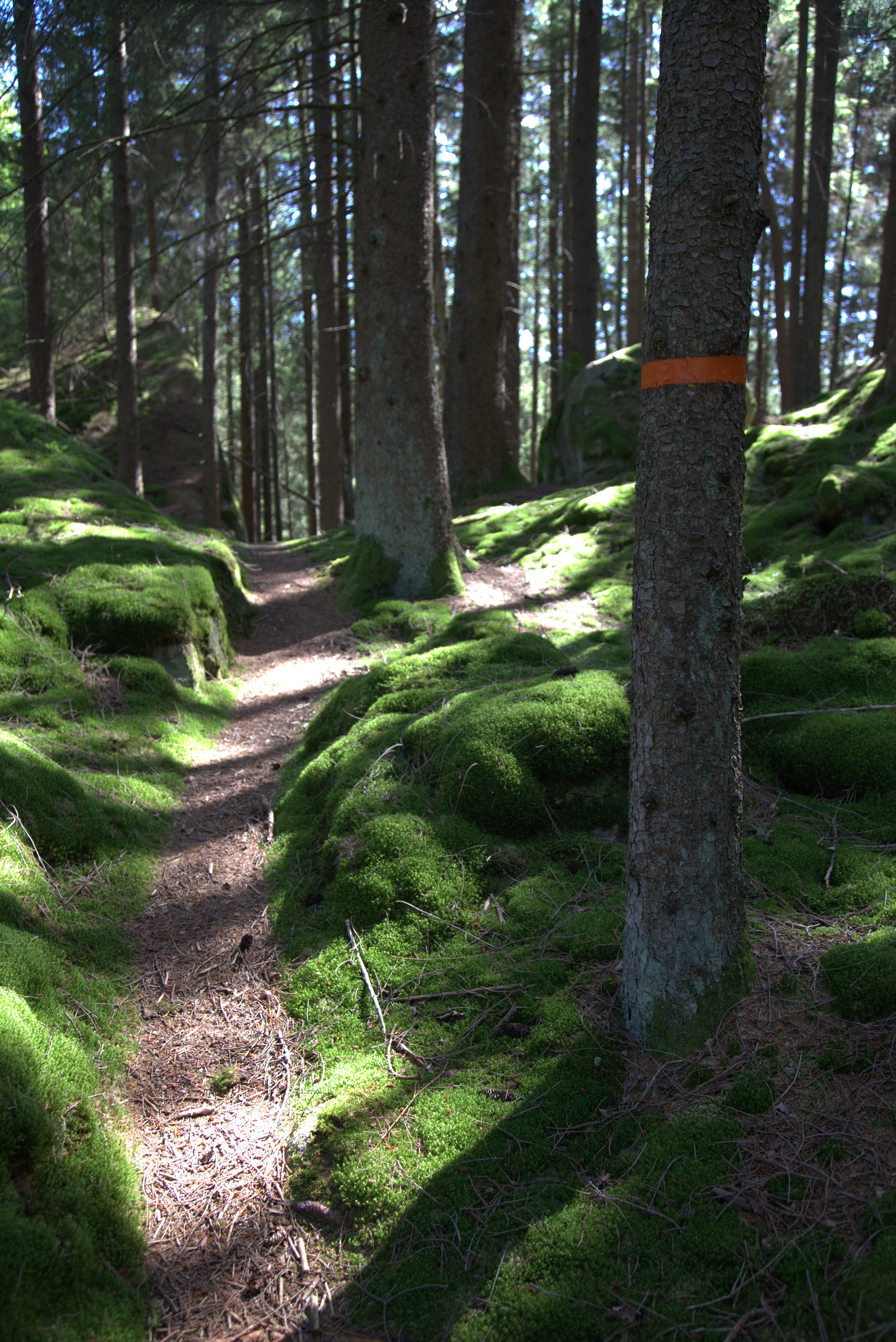
Stig runt Stora Holmevatten.
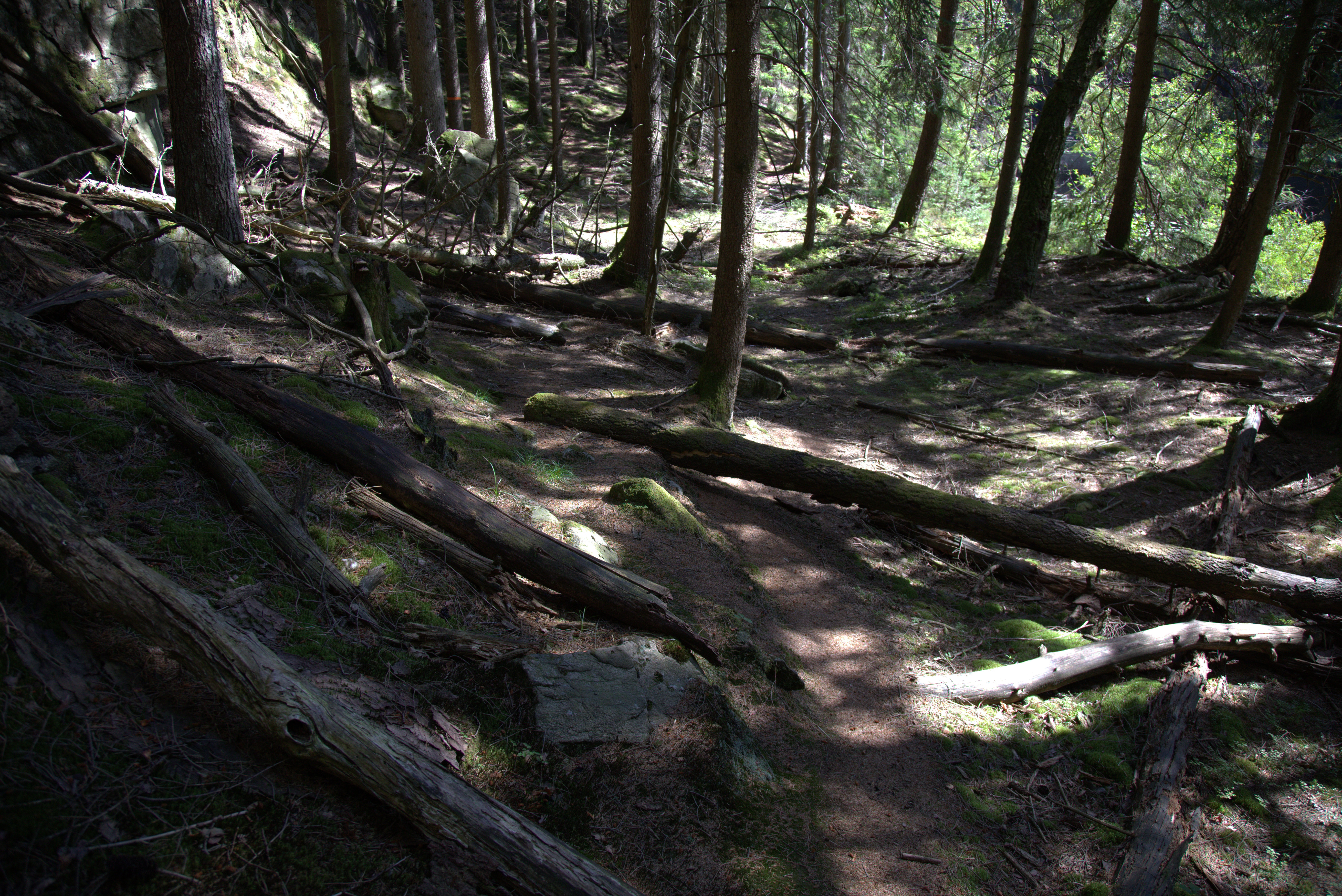
Lågor.
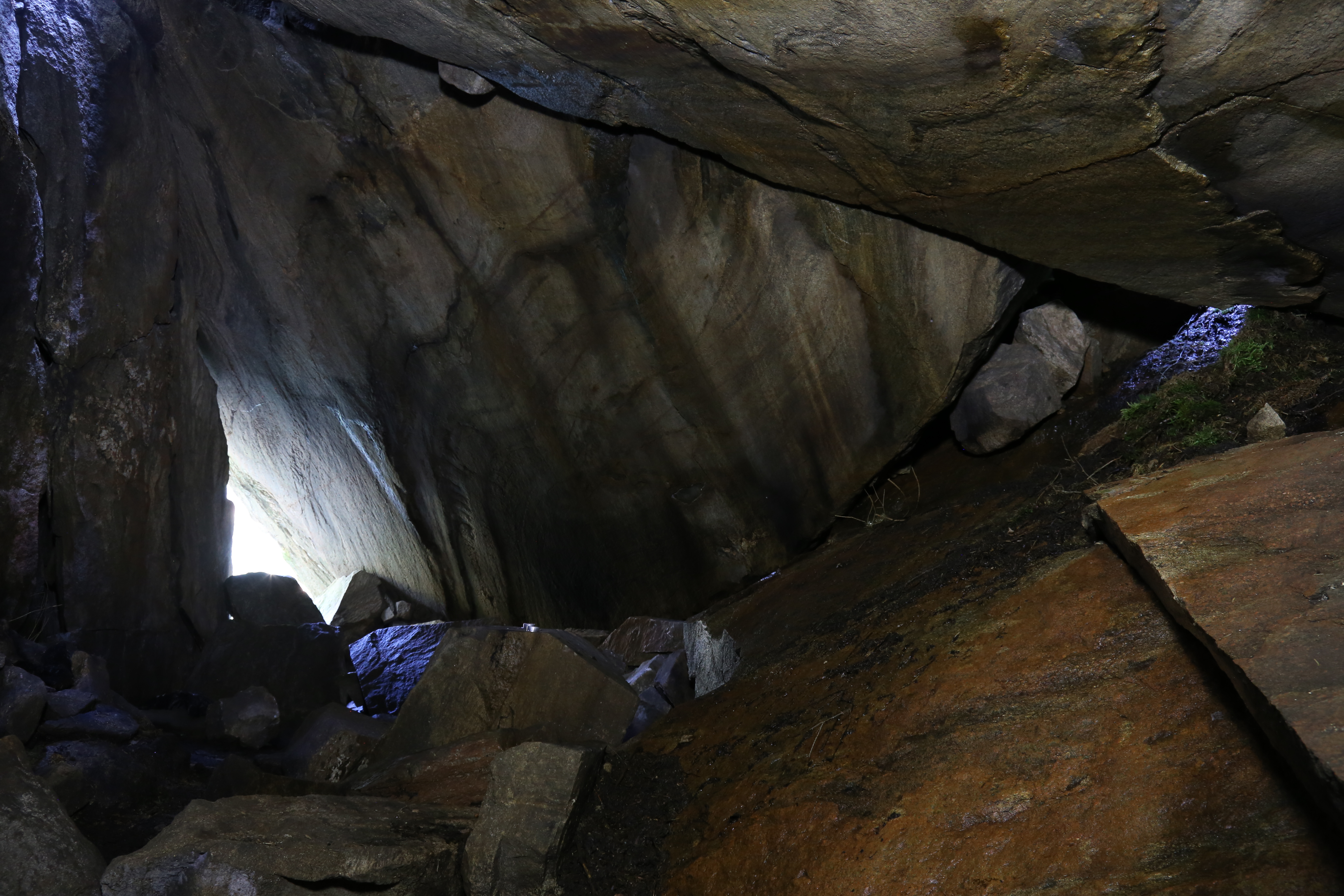
Grotta i naturreservatet.